# ナヴァッサ島
ナヴァッサ島（英: Navassa Island, 仏: La Navase）は、カリブ海・大アンティル諸島に属する島で、ハイチとジャマイカの間のジャマイカ海峡に位置する。合衆国領有小離島の1つだが、ハイチも領有権を主張している。岩肌が露出した面積5.4平方キロメートルの島である。

## 歴史
ナヴァッサ島は1504年にジャマイカで座礁し動けなくなったクリストファー・コロンブスが助けを得るため、カヌーでイスパニョーラ島に何人かの船員を送った時に発見された。淡水もなく、「ナヴァーザ島（Navaza）」と名付けその後航海者たちからは350年の間振り返られることもなかった。
その以前からハイチが領有を主張していたにもかかわらず、1857年にピーター・ダンカンというアメリカ人が再「発見」したとし、アメリカ合衆国連邦法のグアノ島法を利用しグアノ採掘のためアメリカ合衆国領有とされる。ダンカンは島の私有権をジャマイカのグアノ商人に譲渡し、その商人はボルチモアのナヴァッサ燐鉱会社（Navassa Phosphate Company）に譲渡した。南北戦争後、メリーランド州の黒人契約労働者140人の飯場、白人監督者用住居、設備工房、倉庫、教会を含む大規模な採掘施設を建設。グアノ採掘は1865年から開始。ダイナマイトとツルハシで採掘し、会社のバーク船「S.S.ロマンス」に載せるルルベイの船積み場までトロッコで運搬した。ルル・ベイの居住区はルル・タウンと呼ばれ、古地図に記されている。線路はその後内陸部にまで敷設された。
南国で人力でのトロッコ輸送は過酷で、島の労働環境への不満が高まり、1889年に暴動が起き5人の監督者が死亡。アメリカの軍艦が18人の労働者を連れ帰り、ボルチモアにて殺人罪のため起訴した。黒人友愛団体やキリスト教系漁師団体などが資金を募り、起訴された黒人たちの行動は自己防衛であり、また当地はアメリカ合衆国の法治地域でないとして弁護した。裁判は1890年に連邦最高裁にまで行き、3人が死刑判決となったが黒人教会を中心とした草の根運動が当時の大統領ベンジャミン・ハリソンを動かし無期懲役刑に減刑された。

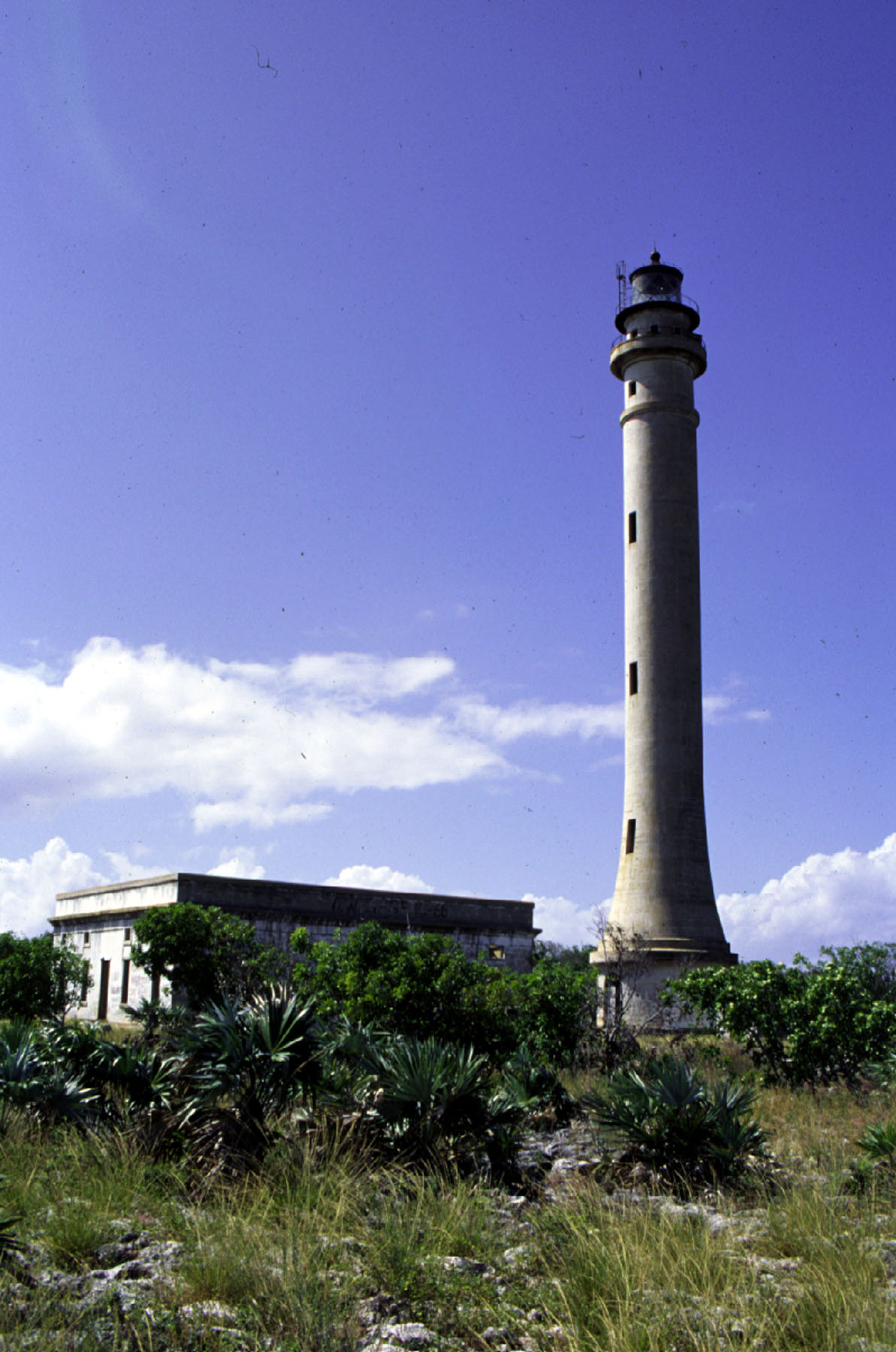
ナヴァッサ島灯台。灯台守居所が背景に見える。

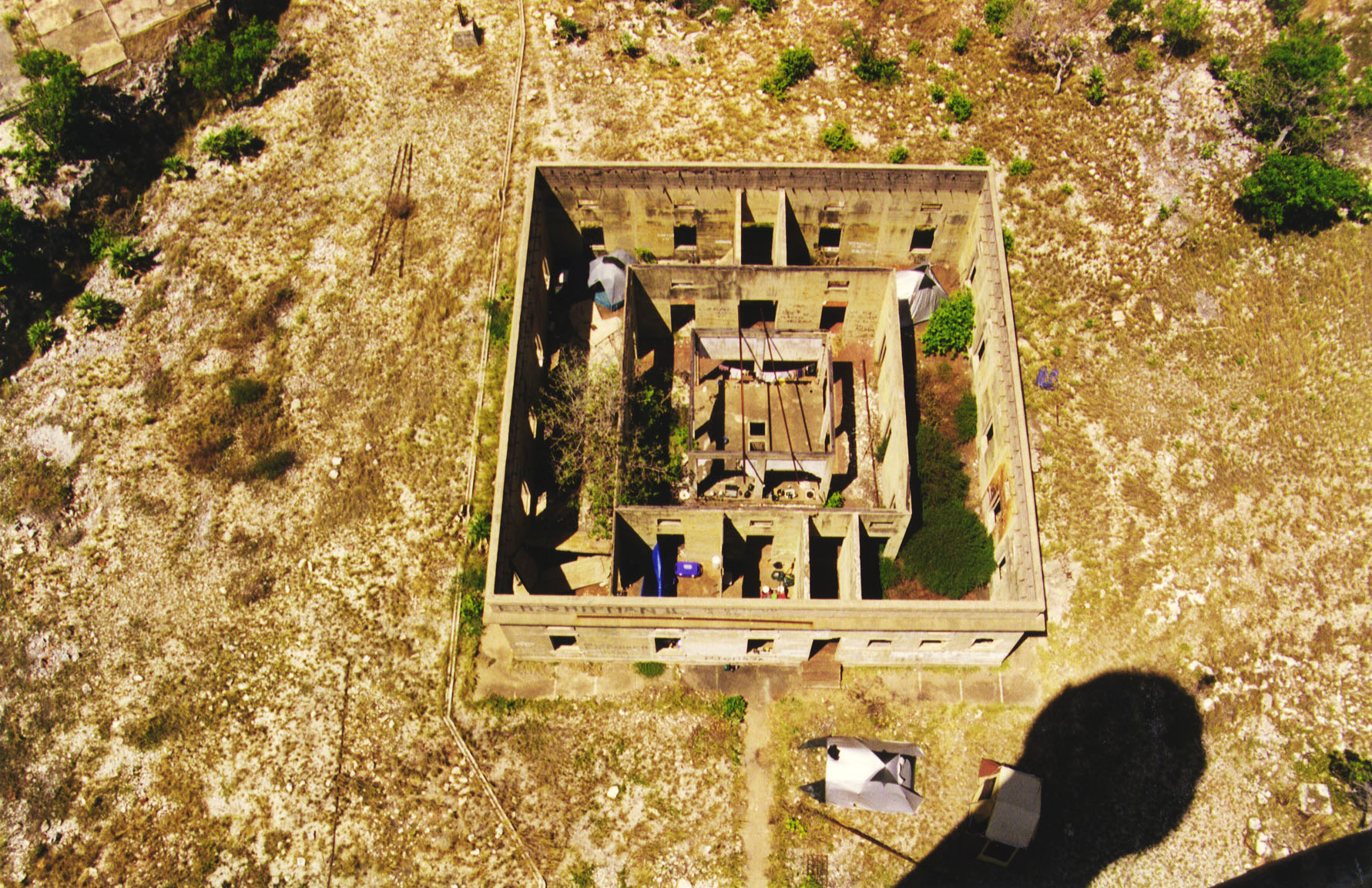
ナヴァッサ島灯台の灯台守居所跡

グアノ採掘はその後も小規模だが継続したが、1898年の米西戦争でナヴァッサ燐鉱会社は島からの退去を命じられ倒産した。
ナヴァッサはその後1914年のパナマ運河完成により再び脚光を浴びる。アメリカ東海岸からパナマ運河への航路はキューバとハイチの間をウィンドワード海峡を通過するため、ナヴァッサは航路上障壁となり灯台が必要となった。1917年にアメリカ合衆国灯台運営所は海抜120m、46m高のナヴァッサ島灯台を建設。1929年に自動灯台となるまで灯台守1人とアシスタント2人が常駐した。灯台運営所がアメリカ沿岸警備隊に吸収された1939年以降は年2回維持作業を行った。第2次世界大戦中はアメリカ海軍は観測所を設置。その後は無人島となっていた。
第二次大戦後はアマチュア無線愛好家が時々、この島にアメリカ無線中継連盟（ARRL）によって与えられたコールサインでのDX運用のため訪れている。コールサインのプレフィクスは「KP1 」。2015年には「K1N」が指定され、2月に交信を行った。
現在、島周辺の海域はハイチ人の漁場となっている。またハイチ人が、島にいるヤギの狩猟も行っている。

## 行政管轄

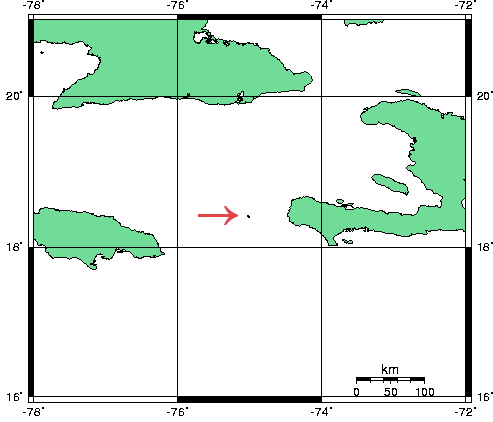
ナヴァッサ島の位置。北はキューバ、西はジャマイカ、東はハイチ。

行政としては1903年から1917年の間、ナヴァッサ島はグァンタナモ米軍基地の一部としてアメリカ海軍の管轄下に置かれていたが、1917年よりアメリカ沿岸警備隊の管轄下となり、1996年からはアメリカ合衆国内務省の管轄下となった。1996年8月には沿岸警備隊はナヴァッサ島灯台を廃止した。内務省は合衆国領有小離島のひとつとして分類した。さらに1999年よりアメリカ合衆国魚類野生生物局の管轄に移譲され、国指定野生保護区（National Wildlife Refuge）に指定された。
ただし、政治及び法務的には内務省島嶼局が引き続き管轄している。一般人のナヴァッサ島への上陸は危険とされ、プエルトリコのボケロン（Boquerón）にある魚類野生生物局事務所に上陸許可を得る必要がある。その後アマチュア無線愛好家の立ち入りは許可が下りていなかったが、2015年2月、22年ぶりに交信が行われ、日本のアマチュア無線家も交信した。現在でもハイチがアメリカ合衆国への併合に対して抗議し、島の領有権を主張しているが、アメリカ合衆国はそれを退け、1857年から合衆国未編入地域で現在は領有小離島であるとしている。